# Mocedades 3
Mocedades 3, oficialmente titulado Mocedades y también conocido como Otoño es el tercer disco grabado en 1971 por el grupo vocal español Mocedades. En él participan 7 miembros, los hermanos Uranga (Amaya, Roberto, Izaskun y Estíbaliz, Sergio, Rafael Blanco y Javier Garay. Respecto al disco anterior, abandonaron la formación José Ipiña y Paco Panera, y entró Javier Garay. En este tercer álbum Amaya empezó a perfilarse como solista principal como demuestra en la canción "¡Oh no!".
El primer sencillo que se publicó de este álbum fue "Otoño", canción basada en la pieza del mismo nombre de Antonio Vivaldi con letra de Juan Carlos Calderón. La adición de letra a piezas clásicas es una tónica frecuente en el repertorio de Mocedades, teniendo aproximadamente una docena de canciones de este tipo.
De nuevo se incluye una canción en euskera cerrando el álbum, idioma en que no volverían a grabar canciones hasta 1975. Igualmente es el último álbum donde abundan las canciones en inglés, ya que a partir de 1973 empezaron a grabar más canciones en español.

## Canciones
1. "Otoño"  (4:06)
2. "My Bonnie"  (2:50)
3. "San Francisco"  (2:44)
4. "¡Oh, no!"  (2:31)
5. "Make love, no war"  (3:38)
6. "Californio"  (2:21)
7. "El manisero"  (3:26)
8. "Where is love?"  (2:52)
9. "Lady of the haze"  (2:37)
10. "Esta noche ha llovido"  (3:30)
11. "He's mine"  (1:55)
12. "Zure begiak"  (2:01)

- Datos: Q2919523